# یوگنی دولیف
یوگنی دولیف (روسی: Евгений Васильевич Дулеев؛ زادهٔ ۵ آوریل ۱۹۵۶) قایقران روئینگ اهل روسیه است.